# Kross Orlen Cycling Team

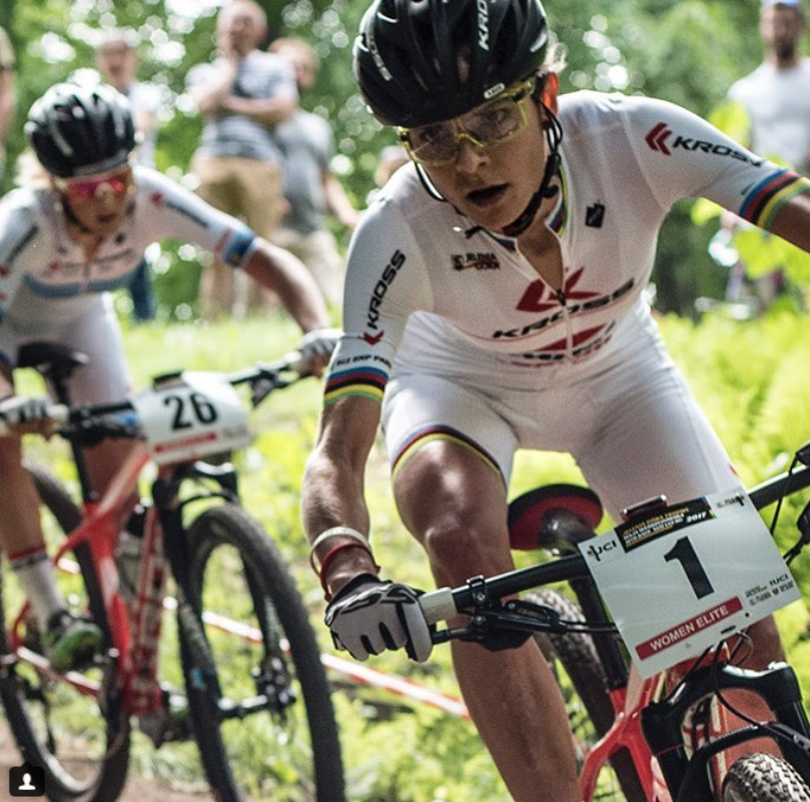
Maja Włoszczowska i Jolanda Neff

Kross Orlen Cycling Team (Kod UCI: KOT) – polska zawodowa grupa kolarska specjalizująca się w kolarstwie górskim. Drużyna istniała w latach 2006–2022 i była finansowana przez firmę Kross.
W 2017 roku w drużynowym rankingu UCI Kross Racing Team zajął w swojej kategorii 3. miejsce na świecie (na 97 sklasyfikowanych drużyn). W kolejnym sezonie zawodniczki tej ekipy – Jolanda Neff oraz Maja Włoszczowska – zajęły w rankingu indywidualnym odpowiednio pierwsze i trzecie miejsce
W sezonie 2017 zawodnicy jeździli na rowerach Kross Level B+ i Kross Level Team Edition. W sezonie 2018 zaczęli jeździć również na rowerze z podwójnym zawieszeniem Kross Earth. Kross Racing Team dostarczał rowery dla swoich zawodników na topowych karbonowych ramach firmy Kross.
W ostatnim składzie (2022) w barwach Kross Orlen Cycling Team jeździli:
- Ondřej Cink
- Filip Helta
- Thomas Litscher
- Aleksandra Podgórska
- Matylda Szczecińska
- Bartłomiej Wawak

W przeszłości w zespole jeździli między innymi: Anna Szafraniec-Rutkiewicz, Kornel Osicki, Sergio Mantecón, Maja Włoszczowska oraz Jolanda Neff.